# Linton (Indiana)
Linton is een plaats (city) in de Amerikaanse staat Indiana, en valt bestuurlijk gezien onder Greene County.

## Demografie
Bij de volkstelling in 2000 werd het aantal inwoners vastgesteld op 5774.
In 2006 is het aantal inwoners door het United States Census Bureau geschat op 5786, een stijging van 12 (0,2%).

## Geografie
Volgens het United States Census Bureau beslaat de plaats een oppervlakte van
7,7 km², geheel bestaande uit land. Linton ligt op ongeveer 152 m boven zeeniveau.

## Plaatsen in de nabije omgeving
De onderstaande figuur toont nabijgelegen plaatsen in een straal van 16 km rond Linton.

## Geboren
- Phil Harris (1904-1995), drummer, zanger en bigband-leider